# Kurume
Kurume (jap. 久留米市 Kurume-shi) – miasto w Japonii, w prefekturze Fukuoka (dawny region Chikugo), w północnej części wyspy Kiusiu (Kyūshū), nad rzeką Chikugo. 

## Historia
Kurume ma długą historię, ludzie zamieszkiwali te tereny około 20 tys. lat temu. Uważa się, że uprawa ryżu rozpoczęła się tu wcześniej niż gdziekolwiek indziej w Japonii, dzięki ciepłemu klimatowi, obfitości wody i gleby. 
W okresie Edo (1603–1868) znaczną część prowincji Chikugo zdominowała rodzina Arima, rezydując w centralnej części (honmaru) zamku Kurume. Była to drewniana budowla 
bez głównego donżonu (tenshukaku), otoczona siedmioma wieżyczkami (yagura). 
W związku z całkowitą reformą państwa (restauracja Meiji), zniesieniem domen feudalnych i utworzeniem prefektur (haihan-chiken) zamek zamknięto w 1871 roku, a wszystkie budynki zostały zniszczone. W 1889 roku wraz z 38 miastami w całym kraju Kurume otrzymało administracyjną rangę -shi (市) i zostało włączone do prefektury Fukuoka.
W 2005 roku przyłączono do miasta Kurume cztery miasteczka z powiatów: Mii, Mizuma, Ukiha.

## Gospodarka

### Toshiba
W Kurume urodził się Hisashige Tanaka (1799–1881), inżynier mechanik, wybitny wynalazca, założyciel Shibaura Engineering Works, pierwszej prywatnej fabryki maszyn w Japonii i poprzednik jednego z największych w kraju producentów ciężkich maszyn elektrycznych (ob. Toshiba Corporation). Wśród wielu wynalazków, które stworzył, jak m.in. mechaniczne lalki karakuri-ningyō, Tanaka produkował mistrzowskie zegary, w tym najsłynniejsze arcydzieło mannen-jimeishō (mannen-dokei, „wieczny zegar”). Poza podstawowymi funkcjami zegarów zachodnich i japońskich, „wieczny zegar” posiada dzwonek alarmowy, wyświetla dni tygodnia, dwadzieścia cztery godziny dobowe, dwanaście znaków chińskiego zodiaku (daty w roku starego kalendarza) oraz wskazuje roczne ruchy Słońca i Księżyca widziane z Kioto. Wszystkie ruchome tarcze poruszają się dzięki sile sprężyny.

### Bridgestone
W 1931 roku Shōjirō Ishibashi (1889–1976) założył w Kurume przedsiębiorstwo Bridgestone Tire Co. Ltd., które z biegiem lat stało się jednym z największych producentów opon na świecie. W 1937 siedziba główna została przeniesiona z Kurume do Tokio. W 1984 nazwa została zmieniona na Bridgestone Corporation i przyjęto nowe logo firmy, a w 1988 Bridgestone połączył się z Firestone Tyre & Rubber Company, drugim co do wielkości producentem opon w USA.

### MoonStar
Firma MoonStar wytwarza od XIX wieku w Kurume różne rodzaje obuwia, w tym gumowego. Sukcesem firmy było wypuszczenie na rynek jika-tabi czyli płóciennych butów roboczych z oddzielonym wielkim palcem i gumowymi podeszwami. Są one powszechnie używane m.in. przez: robotników budowlanych, rolników, ogrodników, leśników.

### Rzemiosło
W całym regionie Chikugo panuje duch tradycyjnego rzemiosła. Poczynając od kurume-kasuri, rodzaju bawełny w kolorze indygo, tkanej według pomysłu kilkunastoletniej dziewczynki o imieniu Den Inoue, która stworzyła nowy wzór w swoich projektach. Został on wyznaczony jako ważny, niematerialny zasób kultury narodowej. 
Innym rzemiosłem jest rantai-shikki (rantai → „użycie bambusowego kosza jako podstawy”, shikki → „wyroby z laki”) rodzaj techniki polegającej na ciasnym wyplataniu przedmiotów (tacek, koszyczków, torebek) z wąskich pasków bambusowych i pokrywaniu ich warstwami laki. 
Innym, tradycyjnym rzemiosłem rozwiniętym w Kurume jest jōjima-onigawara, dekoracyjna dachówka kalenicowa z wizerunkiem diabła, demona (oni).

## Kultura
Tuż za centrum miasta Kurume znajduje się świątynia Daihonzan Naritasan Kurume Bun’in, której głównym elementem jest 62-metrowy posąg bogini miłosierdzia kołyszącej dziecko, Miłosiernej Matki Kannon. Wewnątrz posągu znajdują się spiralne schody. Otwarte okna pozwalają spojrzeć we wszystkich kierunkach. Pod posągiem znajduje się Muzeum Piekła i Raju, w którym znajdują się dramatyczne, graficzne rekonstrukcje scen przedstawiających buddyjskie niebo i piekło. Równie imponująca jest sama świątynia z marmurowymi schodami o 88 stopniach, prowadzących przez kilka bram. Największa z nich nazwana jest Wysadzaną Klejnotami Bramą Szczęścia.
W pobliżu stacji kolejowej Kurume znajduje się chram Suiten-gū, którego historia liczy ponad 360 lat. Jest czczony jako sanktuarium strażnika mórz i boga bezpiecznego porodu. Co roku w sierpniu odbywa się festiwal sztucznych ogni, poświęcony temu sanktuarium.
W 1928 roku w mieście utworzono szkołę medyczną, która jako uczelnia powstała po dołączeniu do niej Wydziału Handlu. Obecnie jest to wszechstronna prywatna uczelnia o nazwie Kurume University (Kurume Daigaku).
Inne trzy uczelnie to: kształcący pielęgniarki St. Mary’s College (Sei-Maria Gakuin Daigaku), Kurume Institute of Technology (Kurume Kōgyō Daigaku), żeński Kurume Shin-Ai Women's College (Kurume Shinai Jogakuin Tanki Daigaku).

## Galeria

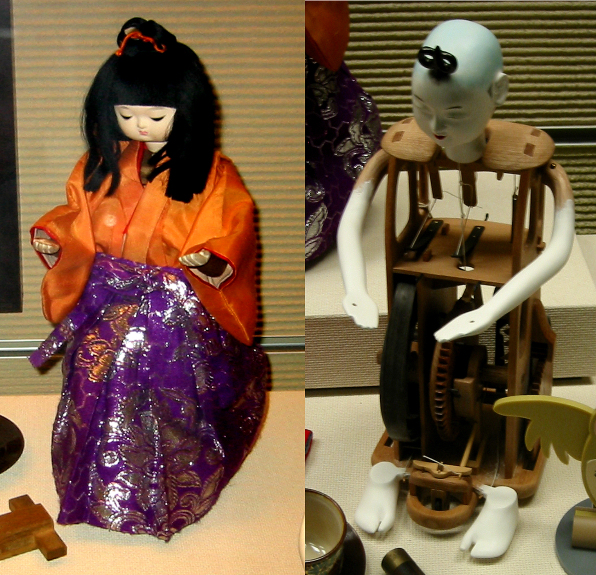
Hisashige Tanaka: Lalki mechaniczne
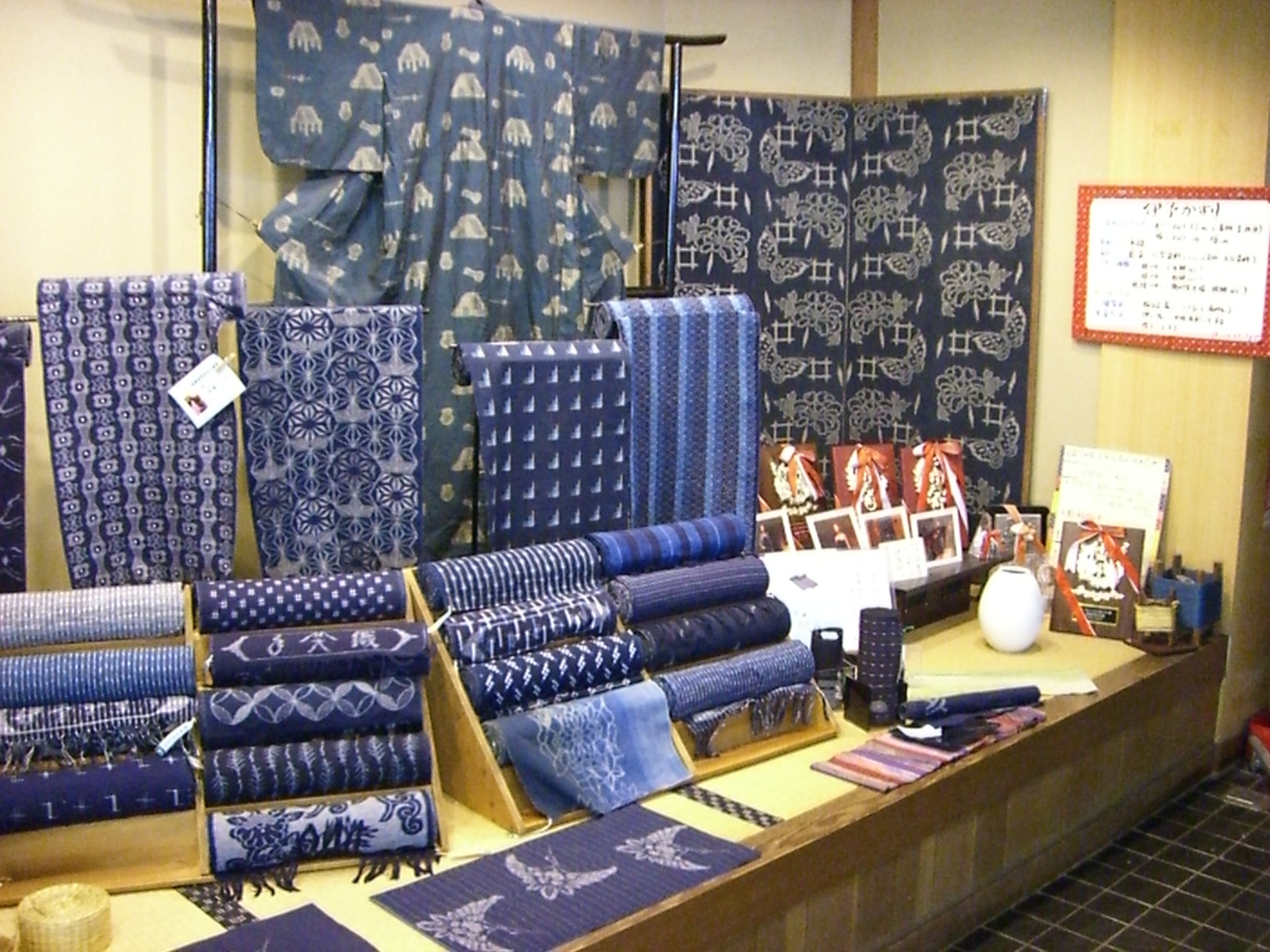
Kurume-kasuri
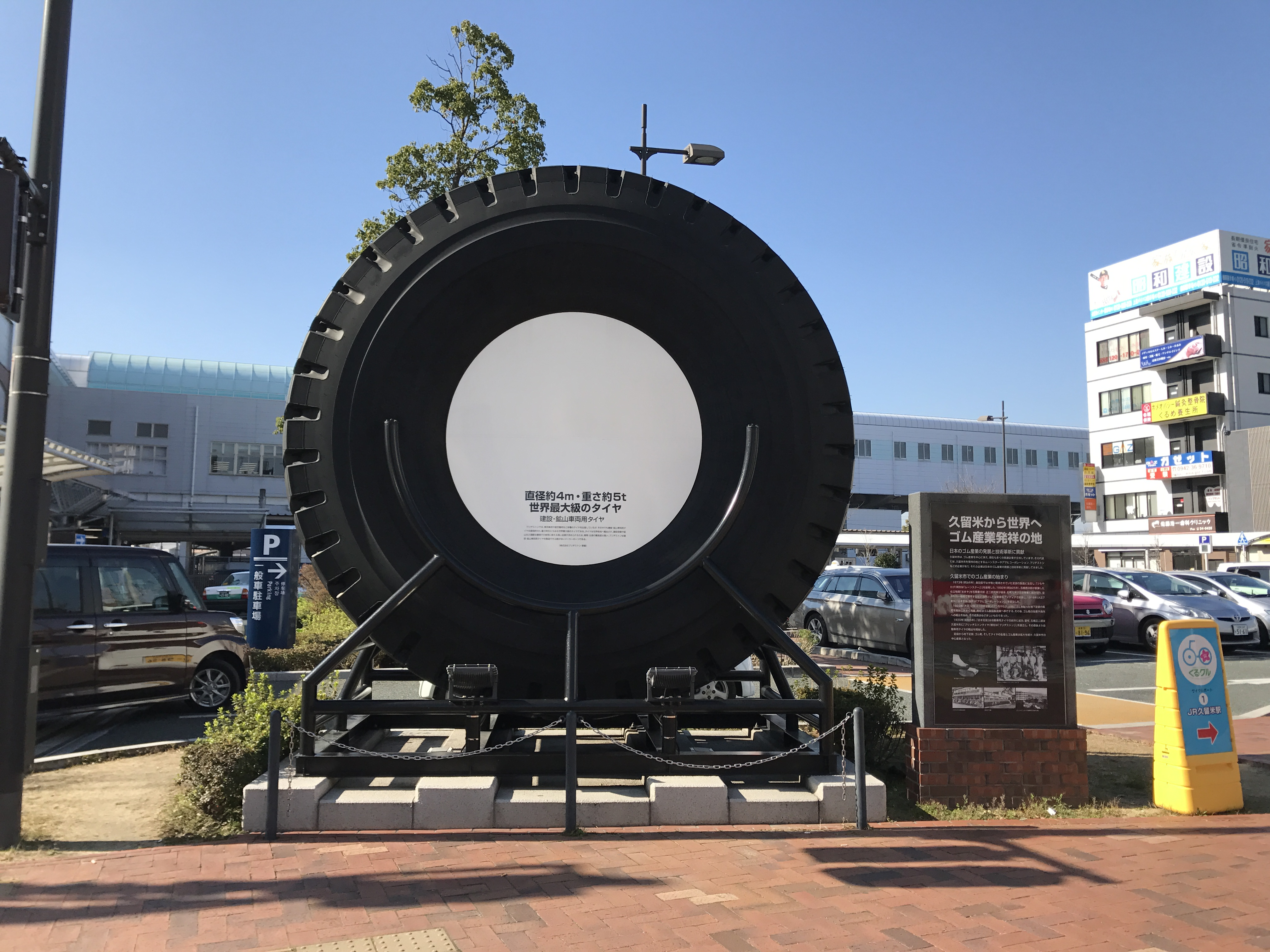
Pomnik opony przed stacją kolejową Kurume
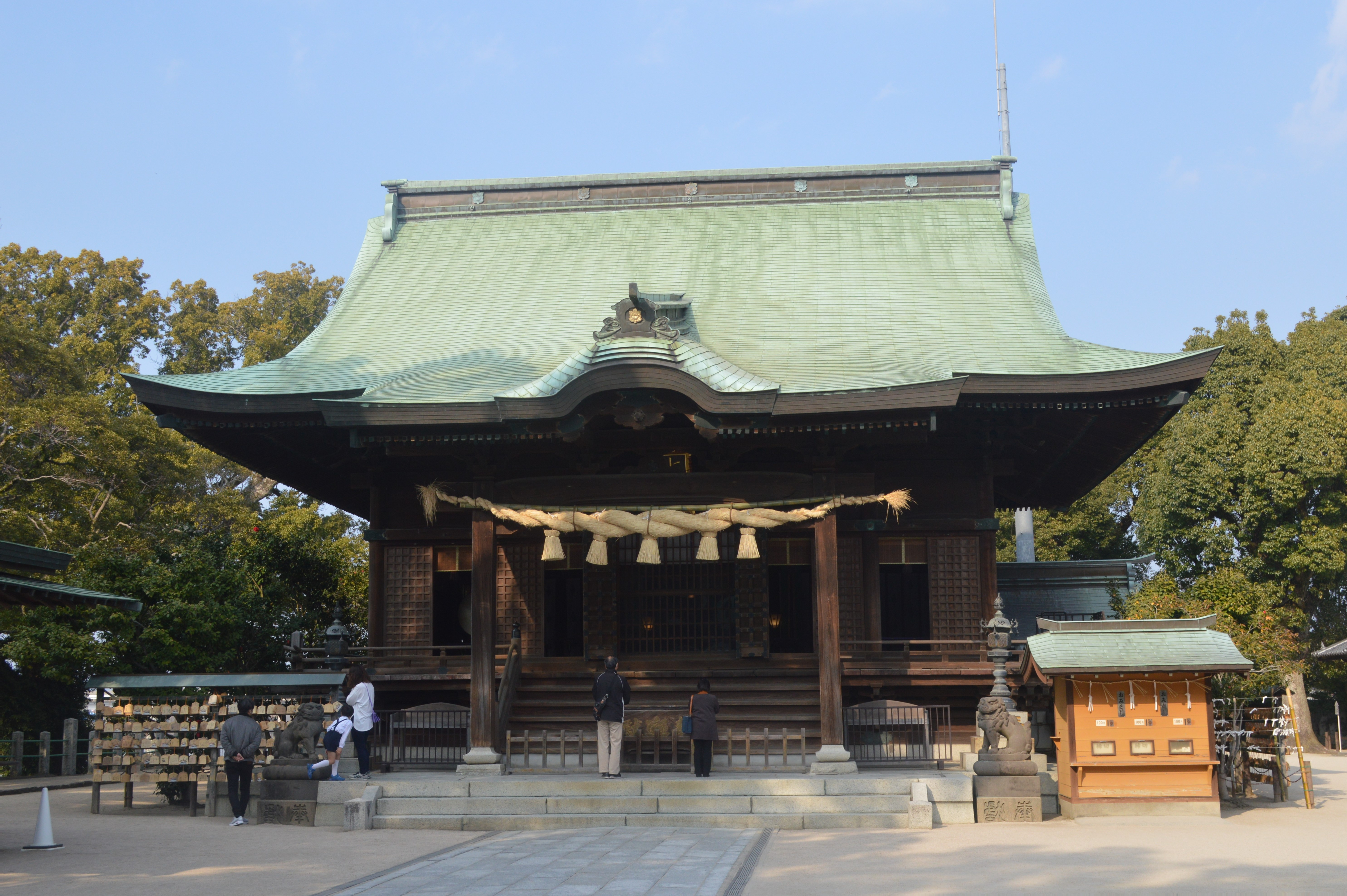
Kurume Suiten-gū
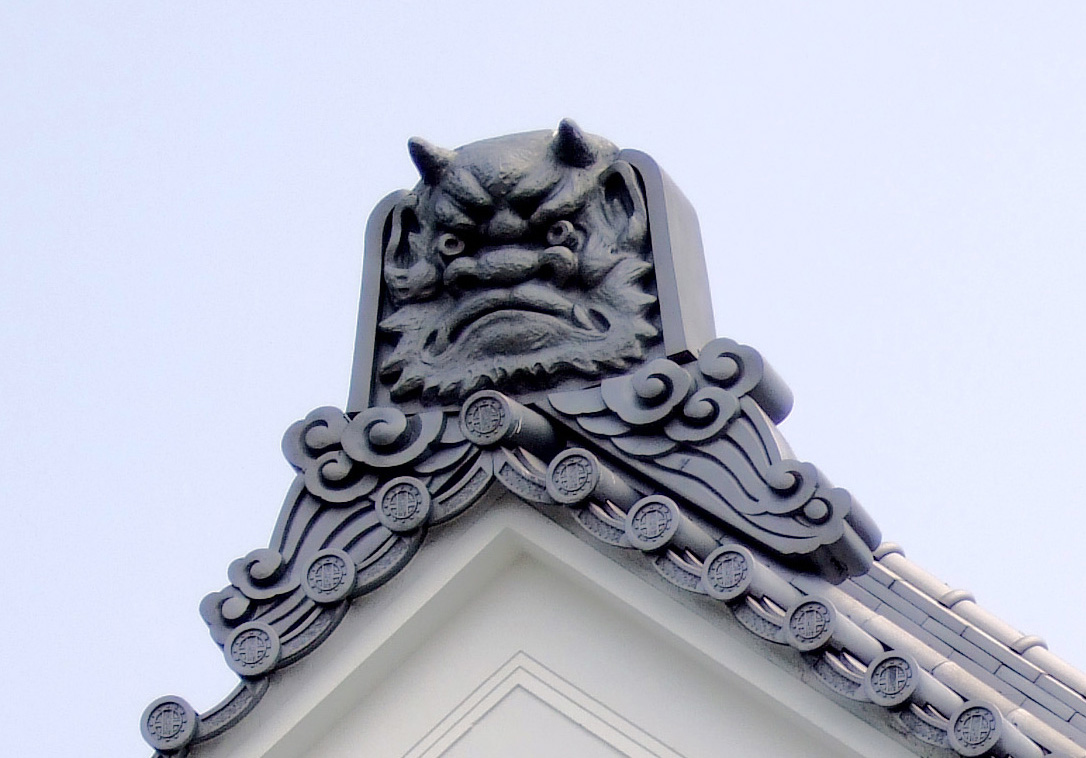
Oni-gawara
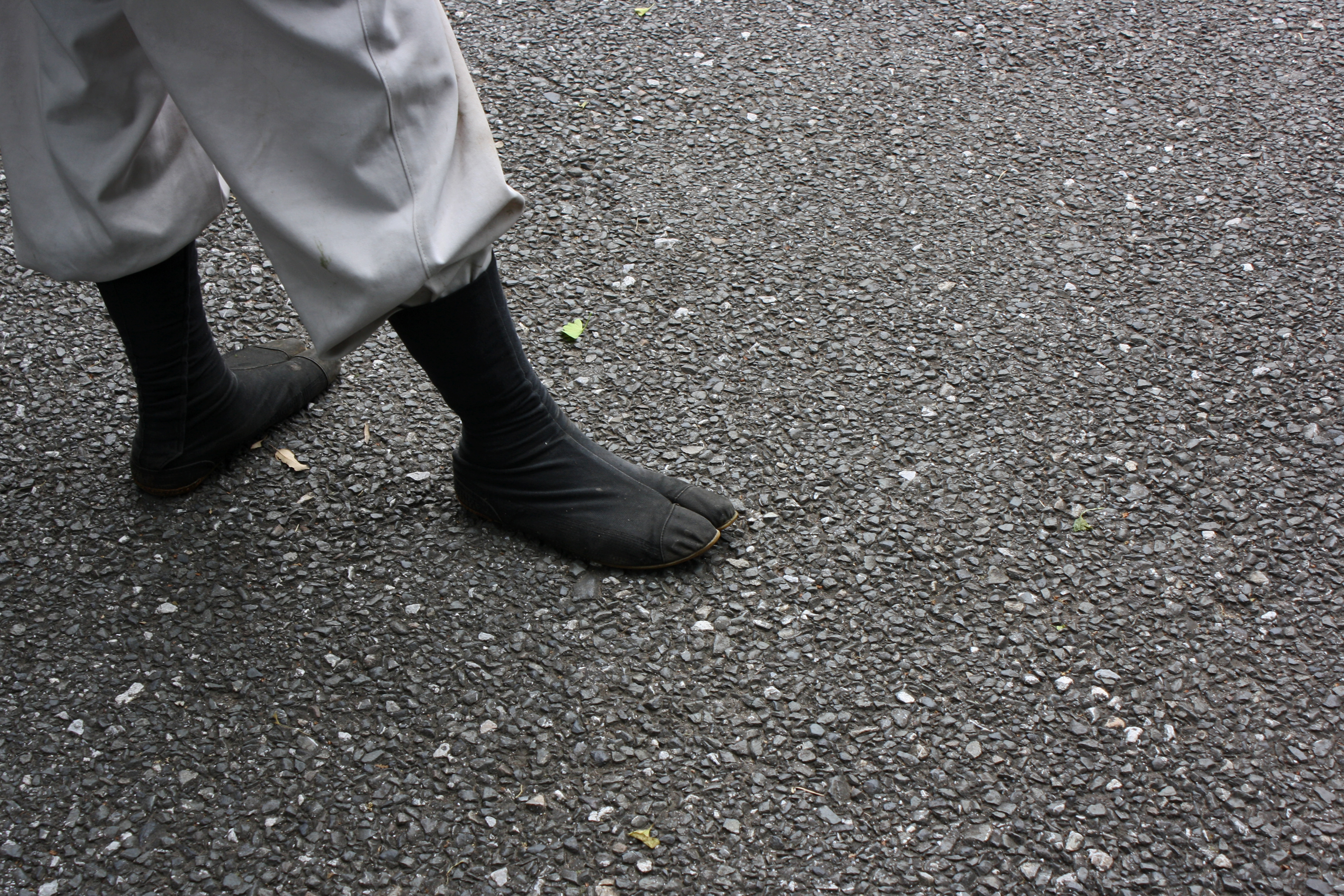
Jika-tabi